# Plymouth Prowler

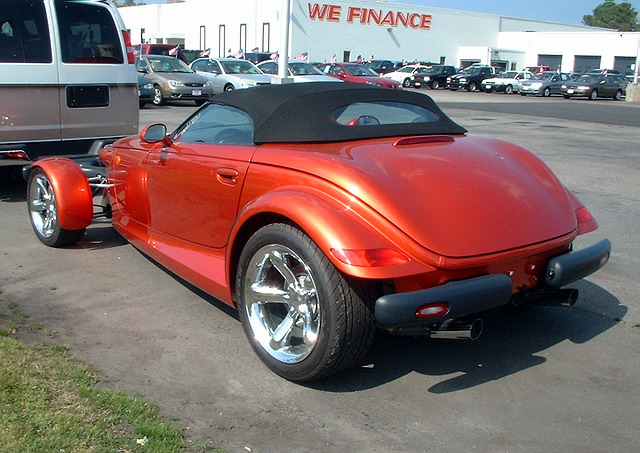
Heck eines Plymouth Prowler

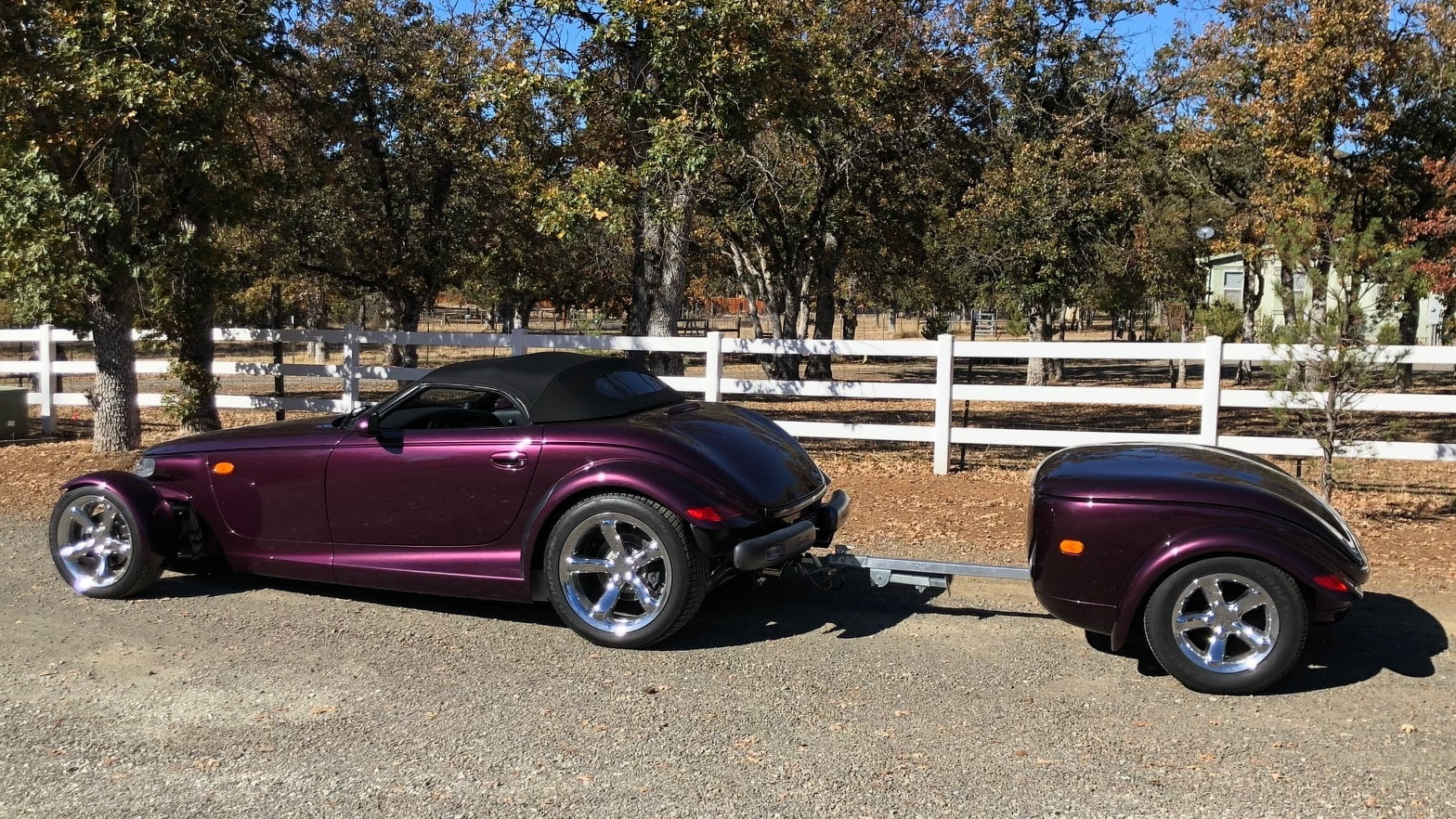
Plymouth Prowler mit Anhänger

Der Plymouth Prowler ist ein Sportwagen, der von 1997 bis 2001 vom US-amerikanischen Automobilhersteller Chrysler  gebaut wurde. Die Bezeichnung des Fahrzeugs leitet sich von dem englischen Wort „to prowl“ (herumstreunen) ab. Nachdem der Mutterkonzern die Marke Plymouth im Jahr 2001 aufgegeben hatte, wurde der Wagen 2001 und 2002 als Chrysler Prowler angeboten.
Der Prowler war eine im Retro-Design gehaltene Hommage an den klassischen amerikanischen Eigenbau-Hot-Rod. Angetrieben wurde er von dem aus der LH-Plattform von Chrysler bekannten 3,5-Liter-V6-Motor mit 24 Ventilen, der 160 kW (217 PS) leistete. Die dazugehörende Viergangautomatik befand sich, anders als bei den Limousinen, in Transaxle-Bauweise an der Hinterachse und war über eine in Motordrehzahl rotierende Kardanwelle mit dem Motor verbunden. Ab dem Produktionsjahr 1999 wurde die Motorleistung auf 186 kW (253 PS) deutlich erhöht.
Zur Ausstattung gehörten zwei Airbags, Seitenaufprallschutz, Alarmanlage, CD-Audioanlage mit sieben Lautsprechern und ein manuelles Verdeck. Im Zubehörprogramm gab es einen im Prowler-Design gehaltenen Anhänger zur Aufnahme von Gepäck; der Prowler selbst verfügt nur über einen rudimentären Kofferraum. Alle Exemplare der ersten Serie waren in Prowler-Violett lackiert.

## Produktion
Die Produktion wurde 1997 in der Fertigungseinrichtung Conner Avenue Assembly (heute Conner Center) in Detroit aufgenommen, wo Chrysler parallel den Sportwagen Dodge Viper herstellte. Der Prowler wurde in 11 verschiedenen Lackierungen angeboten:
- Violett-Metallic
- Gelb
- Schwarz
- Rot
- Silber-Metallic
- Inca Gold (Gold)
- Orange
- Mulholland Blue (Mitternachtsblau)
- Deep Candy Red (Dunkelrot)
- Woodward Edition (Zweifarbenlackierung in Rot/Schwarz)
- Black Tie Edition (Zweifarbenlackierung in Schwarz/Silber)

Zusätzlich besaß das letzte gefertigte Exemplar eine dunkelblaue Lackierung und wurde als Sondermodell Conner Avenue Edition für 200.000 Dollar beim Auktionshaus Christie’s versteigert. In fünf Modelljahren wurden insgesamt über 11.000 Prowler und 1367 zugehörige Anhänger produziert.
| Jahr   | Stückzahl |
| ------ | --------- |
| 1997   | 457       |
| 1998   | 0         |
| 1999   | 3921      |
| 2000   | 2746      |
| 2001   | 3142      |
| 2002   | 1436      |
| Gesamt | 11.702    |

## Sonstiges
- Zum Start des Prowler ließ Chrysler ein Modell des Wagens aus Amethyst anfertigen. Das Modell hatte etwa 9.600 Karat; zusätzlich wurden 450 Gramm Weißgold verwendet.[4][1]
- Zur 100-Jahr-Feier der Stadt Tulsa, Oklahoma im Jahr 1998 wurde ein Prowler als Zeitkapsel in einem Betonsarg vergraben. Dessen Öffnung soll im Jahr 2048 erfolgen.[5]